# Bromölla pastorat
Bromölla pastorat är ett pastorat i Villands och Gärds kontrakt i Lunds stift i Bromölla kommun i Skåne län. 
Pastoratet bildades 2014 genom sammanläggning av pastoraten:
- Näsums pastorat
- Ivetofta-Gualövs pastorat

Pastoratet består av följande församlingar:
- Näsums församling
- Ivetofta-Gualövs församling

Pastoratskod är 071703